# برج مکشی خورشیدی

طرح شماتیک از نحوی عملکرد یک برج مکشی خورشیدی

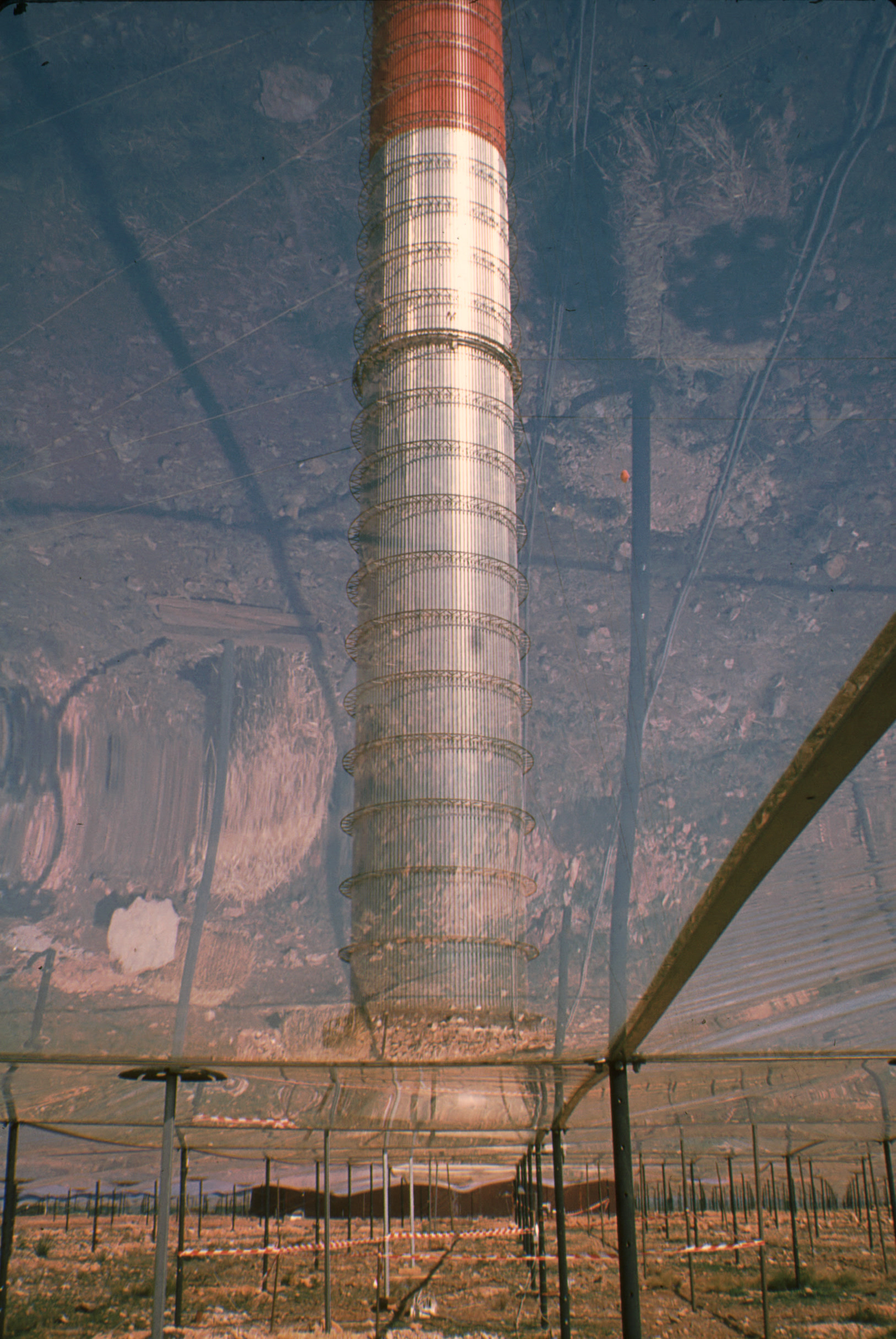
تنها برج مکشی خورشیدی که در مانسانارس اسپانیا ساخته شد و چند سال فعال بود.

برج مکشی خورشیدی یا دودکش خورشیدی (به انگلیسی: Solar updraft tower) روشی برای تولید انرژی الکتریکی از نور خورشید است. در این روش با استفاده از یک کلکتور گلخانه‌ای که در اطراف یک برج تو خالی بلند قرار دارد، هوا گرم می‌شود. هوای گرم به دلیل جریان همرفت به بالای برج حرکت می‌کند و در مسیر خود توربین‌ها را به حرکت در آورده و تولید انرژی الکتریکی می‌کند.
فناوری دودکش خورشیدی در واقع از سه عنصر اصلی تشکیل شده است: جمع‌کنندهٔ هوا، برج یا همان دودکش و توربین‌های بادی.
هوای گرم مورد نیاز برای دودکش خورشیدی توسط پدیدهٔ گلخانه‌ای در یک محوطه‌ای که با پلاستیک یا شیشه پوشانده شده و چند متری از زمین فاصله دارد، ایجاد می‌شود. البته با نزدیک شدن به پایهٔ برج، ارتفاع ناحیهٔ پوشانده شده نیز افزایش می‌یابد تا تغییر مسیر حرکت جریان هوا به صورت عمودی با کمترین اصطکاک انجام پذیرد.
در وسط این سقف شفاف یک دودکش یا برج عمودی وجود دارد، هوای گرم چون سبک است به سمت بالای برج حرکت می‌کند (ایجاد مکش در پان برج). تشعشع خورشید در ان برج باعث ایجاد مکش به سمت بالا می‌شود که انرژی حاصل از این مکش توسط چند مرحله توربین تعبیه شده در برج به انرژی مکانیکی تبدیل شده و سپس به برق تبدیل می‌شود.
توان تولید برق یک دودکش خورشیدی متناسب با حجم حاصل از ارتفاع برج و سطح کلکتور است یعنی می‌توان با یک برج بلند و سطح کم یا یک برج کوتاه با سطح وسیع به یک میزان برق تولید کرد.